# HMAS Air Bird
HMAS „Air Bird” – pomocniczy okręt ratowniczy Royal Australian Navy z okresu II wojny światowej. W 1949 został przekazany do Royal Australian Air Force (RAAF).

## Historia
HMAS „Air Bird” został zbudowany w stoczni Harbour Boat Building Company w Terminal Beach w Kalifornii w 1945 z numerem kadłuba C26670. Należał do łodzi ratunkowych typu Miami model 314 w RAN klasyfikowanych jako „63-foot air-sea rescue vessel” (dosł. 63-stopowa jednostka ratownicza). Do Australii przybył na pokładzie MV „Kookaburra”. Do służby wszedł 28 marca 1945, jego pierwszym dowódcą był porucznik rezerwy marynarki D. Farquhar. W służbie RAN okręt stacjonował w rejonie północno-wschodniego Pacyfiku w  Madang i  Wewak. 30 września 1946 został przeniesiony do rezerwy, a w 1949 został przekazany do RAAF-u, gdzie służył z oznaczeniem „02-105”